# Victor Iturriza
Victor Manuel Iturriza Álvarez (* 22. Mai 1990 in Havanna) ist ein kubanisch-portugiesischer Handballspieler.

## Karriere

### Verein
Victor Iturriza spielte ab 2014 für den portugiesischen Zweitligisten Associação Artística de Avanca, mit dem ihm in der Saison 2014/15 als Tabellenzweiter der Aufstieg in die Andebol 1 gelang. Nach dem gelungenen Klassenerhalt wechselte der 1,93 m große Kreisläufer im Sommer 2016 zum FC Porto. Mit dem  portugiesischen Rekordmeister gewann er 2019, 2021, 2022 und 2023 die Meisterschaft, 2019 und 2021 den Pokal sowie 2019 und 2021 den Supercup. Im EHF-Pokal 2018/19 erreichte er mit Porto das Halbfinale. Zudem nahm er mehrfach an der EHF Champions League teil. Nach der Saison 2024/25 verließ er den FC Porto und schloss sich dem katarischen Klub al Kuwait SC an.

### Nationalmannschaft
Auf Grund einer Verzögerung bei seiner Einbürgerung um zwei Wochen konnte Iturriza nicht mit der portugiesischen Nationalmannschaft an der Europameisterschaft 2020 teilnehmen. Am 4. November 2020 wurde er erstmals für das Qualifikationsspiel gegen Israel (31:22) in die Nationalmannschaft berufen.
Er stand in Portugals Aufgebot für die Weltmeisterschaft 2021 (10. Platz), für die Olympischen Spiele 2021 in Tokio (9. Platz) und für die Europameisterschaft 2022 (19. Platz). Bei der Weltmeisterschaft 2025 warf er 36 Tore in neun Spielen und erreichte mit dem vierten Platz die beste Platzierung der portugiesischen Mannschaft bei einer WM. Außerdem wurde er als bester Kreisläufer in das All-Star-Team der WM gewählt. Bisher bestritt er 58 Länderspiele, in denen er 204 Tore erzielte.

### Erfolge
mit dem FC Porto
- 4× Portugiesischer Meister: 2019, 2021, 2022, 2023
- 2× Portugiesischer Pokalsieger: 2019, 2021
- 2× Portugiesischer Supercupsieger: 2019, 2021